# Gyrotaenia microcarpa
Gyrotaenia microcarpa là một loài thực vật thuộc họ Urticaceae. Đây là loài đặc hữu của Jamaica.